# Kuda Kala Kamanafa’anu
Kuda Kala Kamanafa’anu, död 1609, var en sultaninna av Maldiverna. Hon var Maldivernas regent från 1607 till 1609. 
Kuda Kala var monark under en orolig och instabil period av örikets historia. På grund av ett långvarigt inbördeskrig lyckades hon aldrig säkra kontroll över hela riket. Hon avled under en pilgrimsfärd på ön Mahibadu i den maldiviska Ari-atollen (också kallad Alif Dhaal-atollen).